# Thảm họa rơi máy bay Alianza Lima 1987
Thảm họa rơi máy bay Alianza Lima 1987 là một thảm họa hàng không thảm khốc diễn ra vào ngày 8 tháng 12 năm 1987 khi một chiếc máy bay của Hải quân Peru chở theo đội bóng Alianza Lima đã rơi từ bầu trời Callao xuống biển. Trong số tất cả những người tham gia chuyến bay định mệnh đấy có 44 người, với 6 thành viên phi hành đoàn, và 38 thành viên của câu lạc bộ, từ cầu thủ đến ban huấn luyện trở về sau một trận đấu ở giải vô địch Liga 1. Chỉ có phi công là người cuối cùng sống sót.
Thảm họa hàng không này là thảm họa hàng không thảm khốc thứ tám trong lịch sử Peru.

## Thảm họa
Trước khi thảm họa diễn ra, Alianza Lima vừa thắng Deportivo Pucallpa 1-0 trên đất khách. Bấy giờ, Alianza Lima lại đang có trong tay một lứa thế hệ tài năng bậc nhất và được cho là nền tảng xây dựng nên đội tuyển Peru tương lai sau thế hệ của Héctor Chumpitaz, Teófilo Cubillas, Hugo Sotil và Roberto Challe. Thế hệ này được xem như là nòng cốt bởi sự trẻ trung và nhiệt huyết cũng như kỹ thuật chơi bóng đỉnh cao trước tuổi.
Cũng trong bối cảnh đó, Peru đang rơi vào rối ren do vấn nạn khủng bố từ các băng đảng ma túy lan tỏa từ láng giềng Colombia và phong trào Cộng sản cực đoan Con đường sáng. Cùng với đó, Peru vừa trải qua cơn ác mộng bị loại bởi Argentina và Chile ở Vòng loại giải vô địch bóng đá thế giới 1986. Cũng vì lẽ đó, hình ảnh đội bóng Alianza Lima lại càng trở nên quý giá cho người dân Peru hơn bao giờ hết, họ được biết tới là "Họng súng năm 87'".
Khi đang bay từ lúc 18:30, tín hiệu từ sân bay quốc tế Jorge Chávez cho biết họ không hề nhận được tín hiệu nào từ máy bay chở theo đội bóng. Lúc đó, máy bay chở đội đang cần tìm gấp chỗ hạ cánh, và họ liền tìm cách thông báo thông qua việc bay lượn quanh tháp không lưu của sân bay. Thế nhưng, do lỗi kỹ thuật, máy bay đã bay quá gần tới mặt biển dẫn đến gãy cánh phải máy bay và gây ra thảm họa hàng không này. Lúc 20:05 phút, tháp không lưu thông báo họ đã mất liên lạc với máy bay và đề nghị cứu nạn khẩn cấp, nhưng đội tìm kiếm đã không có mặt, do các quan chức và sĩ quan tham nhũng bán các trang thiết bị và dầu mỏ ra chợ đen.

### Nạn nhân

#### Phi hành đoàn
- Chuẩn Thiếu tá Hải quân César Morales
- Bốn thành viên khác

#### Hành khách
Cầu thủ Alianza Lima
- Carlos "Pacho" Bustamante
- José Casanova
- Milton Cavero
- Aldo Chamochumbi
- Luis Antonio Escobar
- Tomas "Pechito" Farfan
- José González Ganoza
- Ignacio Garreton
- William "Willy" Leon
- José Mendoza
- Gino Peña
- Daniel Reyes
- Cesar Sussoni
- Aldo Sussoni
- Braulio "Tejadita" Tejada
- Alfredo Tomassini
- Johnny Watson

Ban huấn luyện Alianza Lima
- Marcos Calderón (huấn luyện viên)
- Rolando Galvez Niño (huấn luyện viên trị liệu)
- Andres Eche Chunga (trợ lý)
- Washington Gomez (quan chức)
- Santiago Miranda (quản lý)
- Orestes Suarez (bác sĩ)
- Gorge Luis Chicoma Alfaro, (koki)

Hành khách khác
- Bốn thành viên huấn luyện khác và giám đốc kỹ thuật đội
- Tám hoạt náo viên
- Ba trọng tài: Miguel Piña (trọng tài)
- Hai lính hải quân

### Sống sót

#### Phi hành đoàn
- Thiếu tá Hải quân Edilberto Villar

## Phản ứng
Hải quân Peru đã giấu giếm thông tin và ngăn chặn họp báo tìm kiếm nạn nhân của thảm họa hàng không này. Chỉ đến hôm sau, đội tìm kiếm và cứu hộ mới quyết định tìm kiếm nạn nhân, nhưng sau khi chỉ có phi công Edilberto Villar là tìm thấy còn sống, đội đã từ bỏ hy vọng. Liên đoàn bóng đá Peru từ chối tạm hoãn giải vô địch quốc gia Peru bất chấp thảm họa này.
Thảm họa hàng không này đã gây rúng động cả đất nước Peru và tất cả đều tìm về biển Callao, nơi xảy ra tai nạn, để tìm người sống sót. Thi thể của Luis Escobar, Francisco Bustamante, Alfredo Tomasini, Gino Peña vả William León đã không bao giờ được tìm thấy. Những thi thể được tìm thấy đều được đưa về trong lễ quốc tang ba ngày trên cả nước. Bắt đầu từ các barrios (nơi những cầu thủ sinh ra), họ dừng lại ở sân vận động Alejandro Villanueva, nơi các cổ động viên hô to "de La Victoria a la gloria" (từ chiến thắng tới vinh quang), trước khi an táng tại nghĩa trang Lima.
Tuyển thủ tuyển Anh Bobby Charlton đã thể hiện sự chia buồn sâu sắc, bản thân ông đã sống sót qua Thảm họa hàng không München lấy đi toàn bộ thành viên Manchester United F.C. năm 1958. Peñarol của Uruguay đeo băng đen thể hiện sự chia buồn tại Cúp bóng đá liên lục địa. Cubillas và một số tuyển thủ đã giải nghệ của Peru đã tuyên bố sẽ dành sự cống hiến của mình cho đội bóng lần nữa, và tái xuất sau ba tuần. Colo-Colo của Chile cũng tuyên bố sẽ cho Alianza Lima mượn cầu thủ của họ để thi đấu.

## Điều tra
Hải quân Peru bị cáo buộc là đã cố ý che giấu sự việc do lo sợ ảnh hưởng từ phong trào cộng sản Con đường sáng. Cùng lúc đó, những chỉ trích liên quan đến việc các hãng hàng không nhà nước thường được bảo trì yếu kém và không khoa học. Ngoài ra, tình hình kinh tế yếu kém bấy giờ cũng được cho là nguyên nhân đằng sau việc đó.
Năm 2006, truyền hình La Ventana Indiscreta của Peru đăng bài viết cáo buộc rằng Hải quân Peru đã thao túng thông tin thực tế về kỹ năng hàng không của Edilberto Villar. Bản thân nó trùng khớp với báo cáo của Fokker rằng, Edilberto Villar đã không qua được sát hạch bay hàng không do những "vấn đề tâm lý trong áp lực bay và sự thiếu ổn định để hoạt động". Đồng phi công César Morales cũng không hề được đào tạo bay bài bản lần nào. Sau khi biết, thay vì thông báo, Đại úy Hải quân Edmundo Mercado Pérez đã bí mật bán tài liệu đến một nhà băng ở Florida và nó không được biết tới tới 19 năm.
Một số tài liệu cho rằng việc bảo trì nhiên liệu kém là một lý do khác, khi máy bay đã bay tới lần hai quan tháp không lưu, thì nhiên liệu đã cạn kiệt hoàn toàn.

## Hậu quả
Vụ tai nạn trên có hệ lụy thảm khốc tới bóng đá Peru hiện đại. Không chỉ mất đi một thế hệ tài năng, từ thần đồng tuổi 14 Luis Escobar (mất năm 18 tuổi), cho tới thủ môn huyền thoại José González Ganoza (cậu của Paolo Guerrero) và cả HLV Marcos Calderón, câu lạc bộ Alianza Lima gần như đã sụp đổ hoàn toàn, và tới hai lần suýt phải rớt hạng. Phải mất tới 10 năm, CLB mới hồi phục được sức mạnh vốn có khi vô địch giải quốc nội, nhưng không bao giờ lấy lại được sức mạnh trước kia của thế hệ 87 nữa.
Với cả nền bóng đá Peru, đây thực sự là một thảm họa với bóng đá quốc gia này. Việc mất đi cả một thế hệ đã khiến bóng đá nước này tiêu điều và sa sút. Đội tuyển bóng đá quốc gia Peru thi đấu yếu kém tại Vòng loại giải vô địch bóng đá thế giới 1990, và tiếp tục tuột duốc. Tại Vòng loại giải vô địch bóng đá thế giới 1998, Peru đã đến gần hơn tới World Cup, nhưng bị phá tan tành bởi Chile vì hiệu số bàn thắng bại. Cùng lúc đó, vấn nạn vô kỷ luật ở đội tuyển Peru trở nên tràn lan và làm giảm sút sự nhiệt thành của các cổ động viên với đội tuyển. Bóng đá trẻ Peru cũng vì thế mà không được đầu tư, dẫn đến thành tích kém cỏi chồng chất kém cỏi của đội. Peru liên tục thi đấu yếu kém và sức mẻ cho tới khi Ricardo Gareca lên nắm quyền Peru, nơi ông bắt đầu cuộc phục sinh của bóng đá nước này.

## Liên kết nguồn
- http://www.flacso.org.ec/docs/i25panfichi.pdf Lưu trữ ngày 28 tháng 9 năm 2018 tại Wayback Machine
- "EN LA GLORIA. POTRILLOS DEL 87". Yahoo Small Business. Bản gốc lưu trữ ngày 5 tháng 8 năm 2009. Truy cập ngày 28 tháng 9 năm 2014.(2009-08-05)
- "ASN Aircraft accident Fokker F-27 Friendship 400M AE-560 Lima-Jorge Chavez International Airport (LIM)". ngày 8 tháng 12 năm 1987. Bản gốc lưu trữ ngày 5 tháng 8 năm 2009. Truy cập ngày 28 tháng 9 năm 2014.(2009-08-05)
- Orrego, Daniel (ngày 8 tháng 12 năm 2017). "30 años de la tragedia de Alianza Lima: Treinta años de galope eterno" (bằng tiếng Tây Ban Nha). Truy cập ngày 16 tháng 2 năm 2019.